# Wayne Owens
Douglas Wayne Owens (Panguitch, 2 maggio 1937 – Tel Aviv, 18 dicembre 2002) è stato un politico statunitense, membro della Camera dei Rappresentanti per lo stato dello Utah dal 1973 al 1975 e poi ancora dal 1987 al 1993.

## Biografia
Nato a Panguitch, dopo la laurea in legge all'Università dello Utah Owens lavorò come avvocato e successivamente si dedicò alla politica con il Partito Democratico.
Nel 1972 venne eletto alla Camera dei Rappresentanti sconfiggendo il deputato repubblicano in carica Sherman P. Lloyd. Nel 1974 si candidò al Senato ma venne sconfitto da Jake Garn e dovette abbandonare il Congresso.
Nel 1984 si candidò alla carica di governatore dello Utah, ma venne sconfitto da Norman H. Bangerter. Due anni dopo annunciò la propria candidatura per il suo vecchio seggio alla Camera e riuscì ad essere eletto. Owens fu riconfermato per altri due mandati nel 1988 e nel 1990, ma nel 1992 lasciò nuovamente la Camera presentandosi per la seconda volta alle elezioni per il Senato: anche questa volta tuttavia la sua campagna elettorale fu infruttuosa poiché perse le elezioni contro Bob Bennett.
Nel 2002, mentre si trovava in viaggio a Tel Aviv, Owens venne colpito da un attacco cardiaco che lo uccise all'età di sessantacinque anni.